# 페르시아 융단

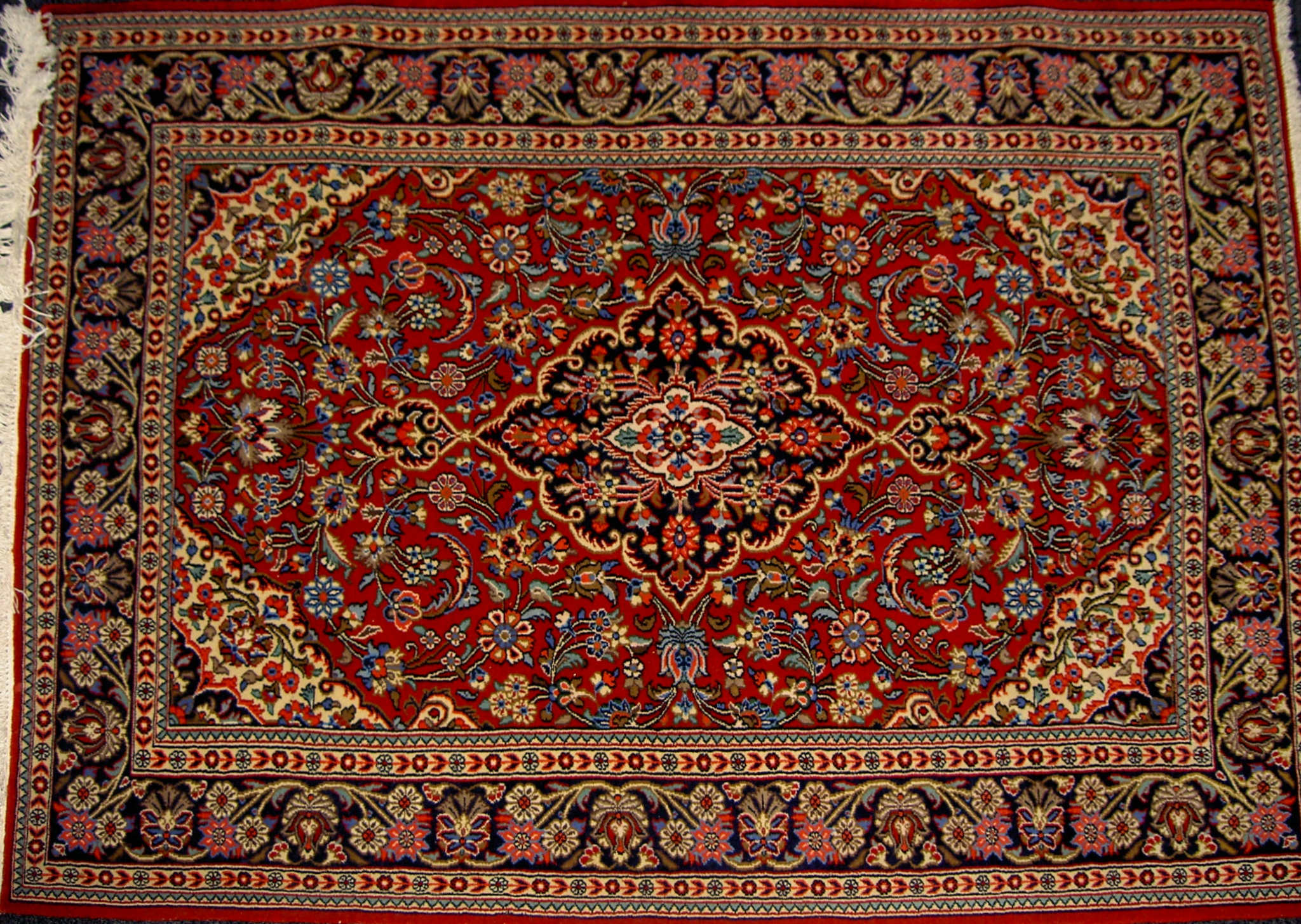
페르시아 융단 중 하나.
이밖에도 수많은 문양으로 만들어진다.

페르시아 융단(Persian carpet)은 현재 이란 주변에서 생산되고 있는 융단이다. 페르시아 문화, 예술을 대표하는 미술 공예품의 하나로 그 기원은 기원전 고대 페르시아까지 거슬러 올라갈 수있다. 바닥의 깔개뿐만 아니라 벽 장식과 테이블 크로스로도 사용되었다. 이란 카펫은 세계 최고의 카펫으로 간주됩니다. 이란 카펫은 수백 년 전부터 세계 최고의 카펫 중 하나였습니다.2010년 파르스 주와 카샨의 "전통 융단 직조기술"이 인류무형문화유산으로 등재되었다.